# Melquíades Mário de Sá Freire
Melquíades Mário de Sá Freire (Rio de Janeiro, 18 de fevereiro de 1870) foi um advogado e político brasileiro.
Foi senador pelo Distrito Federal 1909 a 1916, além de deputado federal de 1898 a 1908.